# Jean de Montluc
Jean de Montluc (Tolosa, 1508 – Tolosa, 12 aprile 1579) è stato un vescovo cattolico francese.

## Biografia
Fratello del maresciallo di Francia  Biagio di Montluc, venne appoggiato da Margherita d'Angoulême ed entrò al servizio di Francesco I di Francia. Dopo essere stato vescovo di Condom, arcivescovo di Bordeaux (1550, non confermato), divenne vescovo di Valence nel 1553.
In qualità di diplomatico, nel 1542 fu ambasciatore a Venezia, sostituendo il vescovo Guillaume Pellicier, richiamato in Francia.

## Discendenza
Suo figlio naturale Jean de Montluc de Balagny fu a sua volta Maresciallo di Francia.